# Чэньшу
Чэньшу (кит. упр. 陳書, пиньинь Chén Shū) — официальная историческая хроника китайской династии Чэнь с 557 г. по 589 г. н. э. Входит в число 24 книг Династийных историй императорского Китая. Была составлена в 636 году Яо Сылянем. Содержит 36 свитков (цзюаней), из которых 6 включают биографии императоров, а 30 — обычные биографии.
Работа над хроникой началась в 622 году по заказу императора Гаоцзу и закончена в 629 году, хотя представлена официально хроника была лишь 636 году вместе с Книгой Лян. При работе над хроникой Яо Сылянь опирался на рукопись своего отца Яо Ча.
Книга является одним из самых полных источников по истории династии Чэнь, дошедших до нашего времени. Хроника, однако, критикуется за попытки скрыть неблаговидные поступки императорской семьи. Комментарии, сделанные первым министром империи Тан Вэй Чжэном, которые также включены в книгу, часто сильно противоречат утверждениям в основном тексте.

## Китайский текст
姚思廉, 陳書 (36卷), 北京 (中華書局), (Яо Сылянь, Книга Чэнь (36 глав), Пекин (Zhōnghuá Shūjú)), 1972, в 2-х томах, 502 с.